# Anna Czesława Solnicka

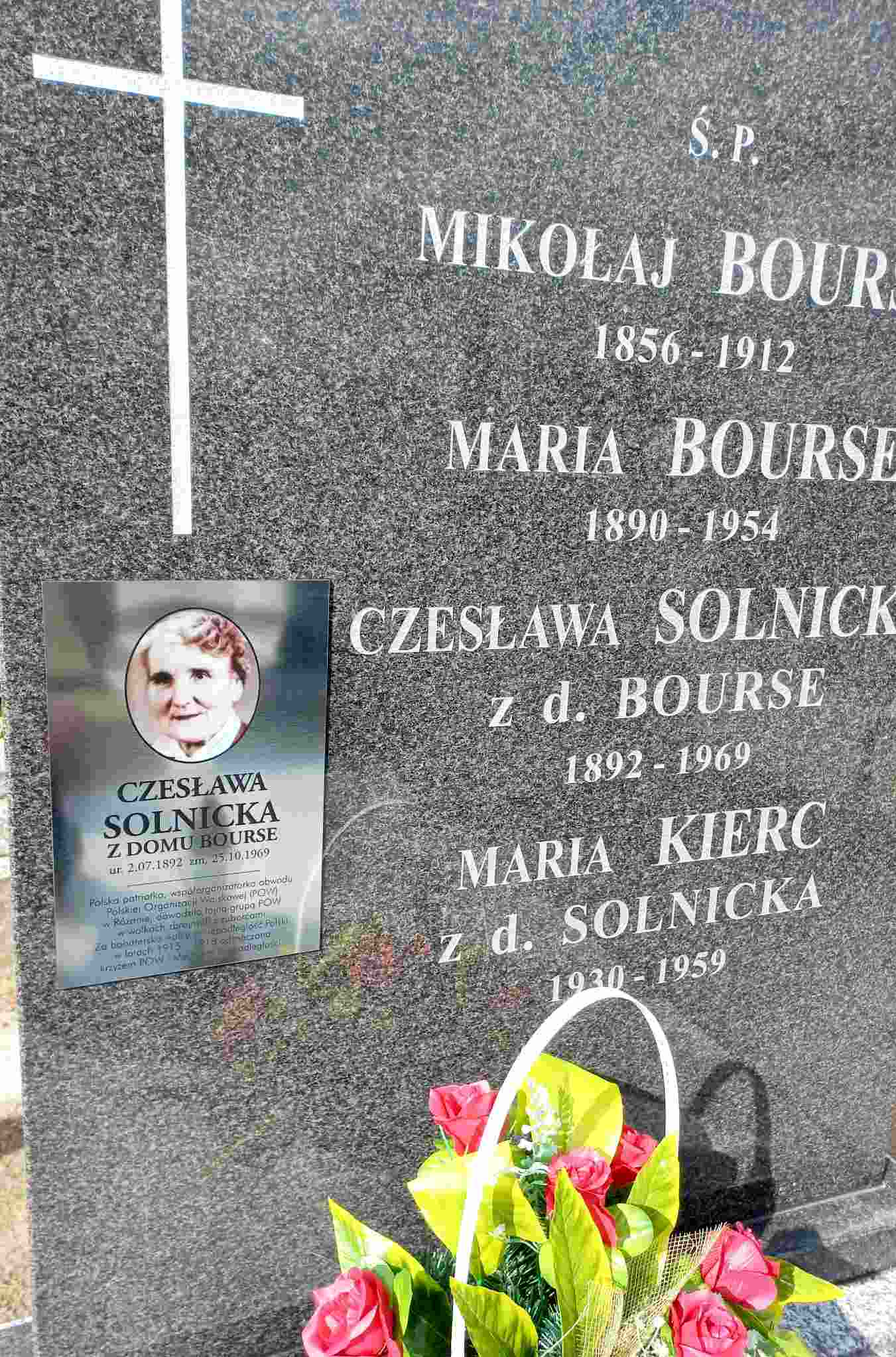
Nagrobek Czesławy Solnickiej
z d. Bourse w Różanie

Anna Czesława Solnicka z d. Bourse (ur. 2 lipca 1892 w Krasnosielcu, zm. 25 października 1969 w Olsztynie) – polska patriotka, współorganizatorka i czołowa działaczka POW w Różanie, uczestniczka walk o niepodległość Różana w latach 1915-1918
Czesława Bourse urodziła się w rodzinie urzędnika państwowego Mikołaja i Joanny Bourse z d. Kwiatkowska. Po ukończeniu nauki w szkole podstawowej w 1905 i zaliczeniu specjalistycznych kursów zdała egzaminy w ramach małej matury.
W latach 1915–1918 uczestniczyła w walkach o niepodległość Różana. Była jedną z organizatorów i dowódców 120-osobowej grupy Polskiej Organizacji Wojskowej w Różanie utworzonej w maju  1916. Dowodem sprawności organizacyjnej tej grupy była akcja zarządzona przez Komendanta Okręgu w nocy z 14 na 15 października 1918. Poprzecinano wówczas połączenia telefoniczne i telegraficzne z Różanem w promieniu kilku kilometrów, rozklejono odezwy wzywające ludność do zbrojnego pogotowia. W dniu 11 listopada 1918 wieczorem członkowie Obwodu POW Różan przystąpili do akcji skutecznego rozbrojenia żołnierzy niemieckich stacjonujących w Różanie. Całością akcji kierowali Stanisław Pisarski, Stanisław Kaczyński i Czesława Bourse. Kolejną akcją, którą kierowała Czesława Bourse wspólnie ze Stanisławem Pisarskim i Stanisławem Kaczyńskim, było wyzwolenie Magistratu w Różanie zajętego przez Niemców.
Czesława Bourse za zasługi została odznaczona krzyżem POW i Medalem Niepodległości.
W 1926 wyszła za mąż za sekretarza zarządu miejskiego w Różanie, Leona Solnickiego, z którym miała dwie córki: Marię (ur. 1930) i Alicję (ur. 1932) oraz syna Włodzimierza (ur. 1933).
W późniejszych latach razem z innymi jeździła do Krakowa sypać kopiec Józefa Piłsudskiego. Podczas okupacji niemieckiej w czasie II wojny światowej współpracowała z Armią Krajową na terenie ziemi różańskiej.
Po II wojnie światowej pracowała w sądzie jako pracownik administracji. W późniejszych latach wraz z rodziną przeprowadziła się do Olsztyna, gdzie mieszkała do końca życia.
Anna Czesława Solnicka zmarła w wieku 77 lat. Została pochowana na cmentarzu parafialnym w Różanie.